# Attagenus heinigi
Attagenus heinigi là một loài bọ cánh cứng trong họ Dermestidae. Loài này được Herrmann & Háva miêu tả khoa học năm 2007.